# Nel ASA
Nel ASA er et norsk selskab, som udvikler teknologi indenfor hydrogen-infrastruktur. Selskabet blev etableret i 1998 og har hovedsæde i Oslo. Nel producerer, lagrer og distribuerer hydrogen.
Selskabets børsværdi var pr. december 2020 på ca. 40 milliarder norske kroner. I 2019 omsatte selskabet for 570 millioner NOK og realiserede et tab på 270 millioner.
Den største aktionær i Nel er Clearstream Banking, der ejer 44,81 %.

## Historie
Nel har sine rødder i Norsk Hydros produktion af vandelektrolysemateriel, der begyndte i 1927. Norsk Hydro (det som senere blev til Yara) benyttede denne teknologi til at lagre hydrogen som en del af produktionen af kunstgødning. I 1940 havde de fået verdens største anlæg af denne type og producerede over 300.000 normalkubikmeter hydrogen i timen fra vandkraft. Norsk Hydros produktion af hydrogen fra elektrolyse ophørte i 1993.
Vandelektrolyse-teknologien blev videreført af Hydros datterselskab Hydrogen Technologies, der blev købt af Øystein Stray Spetalen og Strata Marine & Offshore i 2011, hvorefter selskabet ændrede navn til NEL Hydrogen. NEL Hydrogen var baseret på Notodden og havde 40 ansatte, da selskabet gik konkurs i sommeren 2014.
Det nuværende børsnoterede Nel er en videreførelse af det børsnoterede farmaselskab Diagenic (ticker: DIAG), der i efteråret opkøbte aktiviteterne i NEL Hydrogen, hvorefter Diageni ændrede navn til Nel ASA.
I 2015 købte Nel den danske virksomhed H2 Logic for 300 millioner norske kroner. Siden 2017 har Nel haft et tæt samarbejde med amerikanske Nikola Motor Company.